# Eu (Seine-Maritime)
Eu er en mindre by og kommune i den østlige del af Normandiet i det nordlige Frankrig. Byen har 6.541 (2022) indbyggere og ligger ud til kysten af den Engelske Kanal i departementet Seine-Maritime.
De tre byer Eu, Le Tréport og Mers-les-Bains kaldes lokalt for de Tre søstre.